# شون ناگاساوا
شون ناگاساوا (انگلیسی: Shun Nagasawa؛ زادهٔ ۲۵ اوت ۱۹۸۸) بازیکن فوتبال اهل ژاپن است.
از باشگاه‌هایی که در آن بازی کرده‌است می‌توان به باشگاه فوتبال ماتسوموتو یاماگا، باشگاه فوتبال شیمیزو اس-پالس، و باشگاه فوتبال گامبا اوساکا اشاره کرد.